# هبوط (إنشائي)

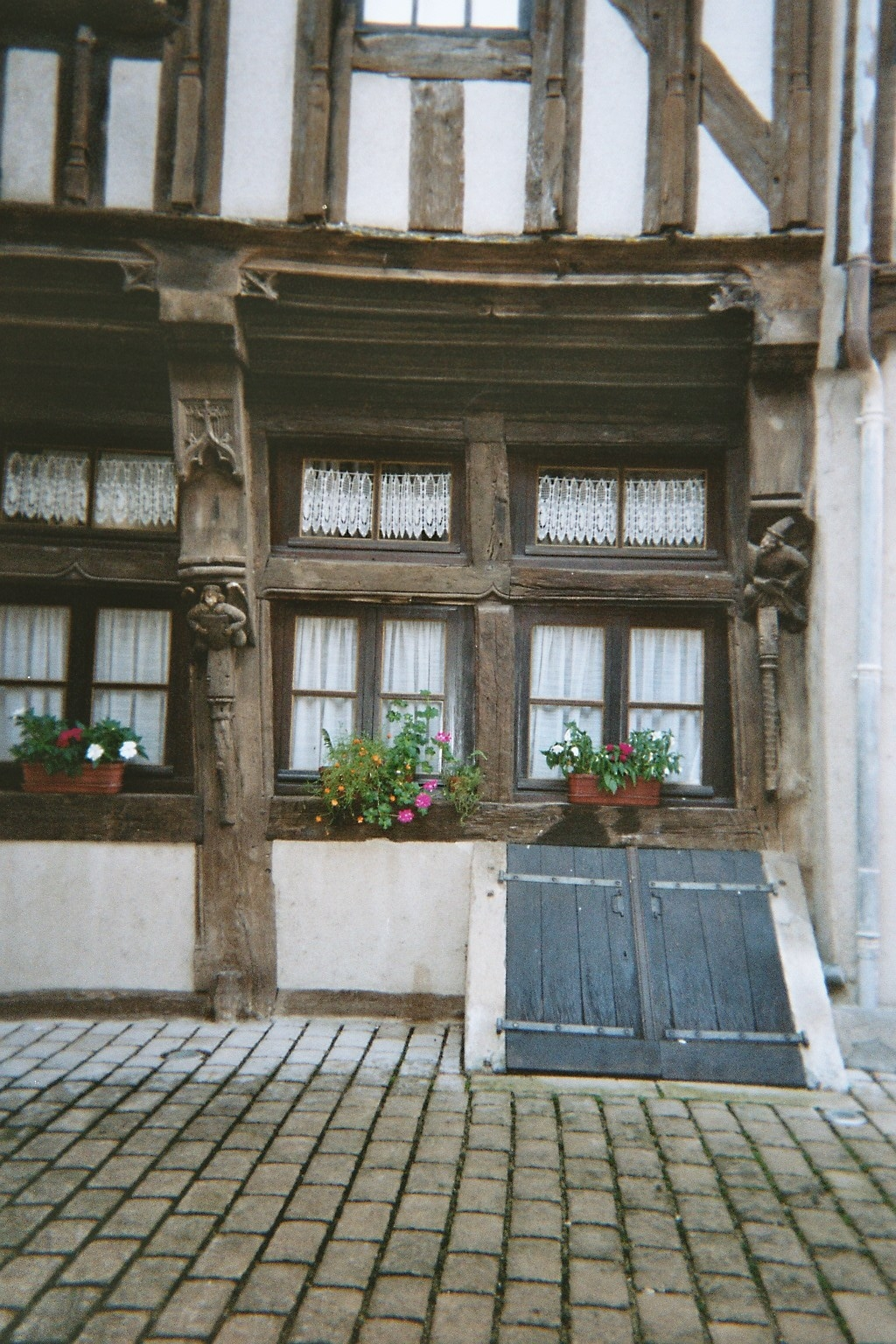
بناء خشبي يظهر حدوث هبوط كبير ولكن مقبول

هبوط (إنشائي) يشير الهبوط في المبنى إلى تشوه أجزاء من المبنى نتيجة عدة عوامل:
- ضغط غير متكافئ من الأساسات.
- الانكماش.
- الأحمال غير الضرورية التي تُطبق على المبنى اثناء الإنشاء الأولي له.[1]

لا ينبغي الخلط بين الهبوط والانخساف الذي ينتج عن الأرض الحاملة التي يقع عليها المبنى في المستوى المنخفض، على سبيل المثال في مناطق أعمال المناجم حيث تنهار المهاوِ تحت الأرض.
بعض أنواع الهبوط يكون أمراً طبيعياً بعد اكتمال البناء، لكن الهبوط غير المتكافئ قد يسبب مشاكل كثيرة للمباني.

## روابط خارجية
- نتائج الهبوط غير المتكافئ